# Pic Balaïtous
Pic Balaïtous (occitanska: Pic de la Vath Leitosa) är en bergstopp i Spanien, på gränsen till Frankrike.   Den ligger i provinsen Provincia de Huesca och regionen Aragonien, i den nordöstra delen av landet, 400 km nordost om huvudstaden Madrid. Toppen på Pic Balaïtous är 3 151 meter över havet, eller 844 meter över den omgivande terrängen. Bredden vid basen är 11,1 km.
Terrängen runt Pic Balaïtous är bergig åt nordväst, men åt sydost är den kuperad.Runt Pic Balaïtous är det mycket glesbefolkat, med 7 invånare per kvadratkilometer. Närmaste större samhälle är Sallent de Gállego, 8,3 km söder om Pic Balaïtous. Trakten runt Pic Balaïtous består i huvudsak av gräsmarker.